# Henrique de La Rocque
Henrique de La Rocque Almeida (São Luís do Maranhão, 8 de agosto de 1912 — Rio de Janeiro, 16 de agosto de 1982) foi um advogado, jornalista e político brasileiro, filho de Marcelino Gomes de Almeida Júnior e Marieta de La Rocque Almeida. Foi casado com Maria Amélia Marinho (em 27 de setembro de 1949); o casal não deixou descendentes.

## Formação acadêmica
Fez o curso primário na Escola Modelo em São Luís completando seus estudos secundários no Colégio Antônio Vieira dos jesuítas, e formou-se em Direito pela Faculdade de Direito do Rio de Janeiro (hoje UFRJ). Também cursou a Faculdade de Direito da Bahia.

## Família
As origens da família La Rocque são dadas em Portugal, onde exerciam a atividade de comerciantes, mais especificamente na região na "Região do Porto". Apesar de terem vindo de Portugal para o Brasil, a origem do nome "La Rocque" vem da França, no sudoeste do país, em Gascone. A família estabeleceu-se primeiro na capitania de São Luís, no Maranhão, depois migrando para Grão-Pará.
O avô materno do Senador La Rocque foi Henrique de La Rocque Junior (Belém, Pará, 1849), responsável pela construção do, que é considerado um dos mais importantes cartões-postais de Belém do Pará, Mercado do Ver-o-Peso; cujo nome tem raízes na época colonial com a Casa do Haver-o-Peso, que ficava no mesmo local, e era lá que a mercadoria que vinha do interior era pesada para que fossem cobrados os impostos estabelecidos pela Coroa. La Rocque Junior venceu, em 1897, a concorrência pública para a construção do Mercado (então também conhecido como Mercado do Peixe ou Mercado de Ferro), esta autorizada pela lei municipal nº 173. Sua construção foi iniciada em 1899, próxima ao Mercado Municipal de Carnes ou Mercado Bolonha; seu estilo segue a estética francesa do Art Nouveau da Belle Époque. Foi inaugurado em 1901, e em 1977 foi tombado pelo IPHAN como pertencente ao complexo arquitetônico e paisagístico do Ver-o-Peso (que possui 35 mil metros quadrados). 
Seus pais se casaram em 11 de novembro de 1910 na cidade de Lourdes na França. Sua mãe foi Marieta de La Rocque (Belém, Pará, 16 de fevereiro de 1887 - São Luís, Maranhão 6 de maio de 1920) e seu pai Marcelino Gomes de Almeida Junior (São Luís, Maranhão, 1881 - Rio de Janeiro, 8 de janeiro de 1953), filho de Marcelino Gomes de Almeida e Anna Augusta de Almeida.

## Biografia
Antes de ingressar na política, Henrique de La Rocque atuou como técnico de administração no Ministério da Fazenda, iniciando a função em 1934, além de ser também jornalista, cobrindo o cotidiano do Supremo Tribunal Federal (STF).
Foi chefe de um dos departamentos da Câmara de Reajustamento Econômico, além de ter assumido a presidência do IAPC (Instituto de Aposentadoria e Pensões dos Comerciários), entre fevereiro de 1951 e novembro de 1953, dando seus primeiros passos na política.
Faleceu no dia 16 de agosto de 1982, e foi sepultado às 15 horas do dia seguinte, 17, no Cemitério São João Batista, na cidade do Rio de Janeiro. Calcula-se que em média 700 pessoas compareceram ao sepultamento de La Rocque.

## Carreira política
Foi eleito suplente de deputado federal pelo Distrito Federal em 1954 pelo PSP, Partido Social Progressista. Em outubro de 1958, enfim elegeu-se no cargo, dessa vez concorrendo por Maranhão. Conseguiu a reeleição em 1962. Tendo apoiado a Ditadura militar no Brasil, juntou-se à ARENA (Aliança Renovadora Nacional) em 1965, com o fim do pluripartidarismo à época (devido à emissão do Ato Institucional nº 2 em 27 de outubro de 1965).
Reelegeu-se deputado federal em 1966, ficando no cargo até 1974. Foi eleito senador da República pelo Maranhão de 1975 a 1982.
Com o encerramento do bipartidarismo no Brasil, juntou-se ao Partido Democrático Social (PDS) em maio de 1980. No mesmo ano, passou a exercer também o cargo de Ministro do Tribunal de Contas da União, nomeado pelo então presidente João Figueiredo, onde ficou até o seu falecimento, em 1982.
Além disso La Rocque Almeida exerceu as funções de Primeiro-Secretário da Câmara dos Deputados (durante cinco anos); Segundo-Secretário da Câmara dos Deputados (durante dois anos, com início em 1964); Presidente da Comissão de Redação da Câmara dos Deputados; Vice-Presidente da Comissão de Educação e Cultura (1975-1976); Presidente da Comissão de Constituição e Justiça;  e foi membro da Comissão de Redação da Câmara dos Deputados, membro efetivo das Comissões de Finanças e Legislação do Distrito Federal, e membro efetivo das Comissões de Legislação Social e de Serviço Público (1979-1980). Ao todo, La Rocque completou vinte e nove anos de atuação legislativa 

## Projetos convertidos em leis
- Lei no 6 497/77: "Altera as contribuições e pensões que serão concedidas aos Deputados Federais e Senadores pelo Instituto de Previdência dos Congressistas - IPC."
- Lei no 6 544/77: "Altera dispositivos do Código Penal Militar (Decreto-Lei nº 1 001, de 21 de outubro de 1969) e do Código de Processo Penal Militar (Decreto-Lei nº 1002, de 21 de outubro de 1969) e dá outras providências."
- Lei no 6 810/80: "Inclui entre os beneficiados pela Lei nº 6 554, de 21 de agosto de 1978, nos termos do diploma, os Ministros Togados, os Juízes Auditores e os Auditores Substitutos da Justiça Militar, e dá outras providências."

## Ditadura e Processo de Redemocratização
Embora tenha apoiado a Ditadura iniciada com o Golpe Militar de primeiro de abril de 1964, sua posição após a instauração do regime ditatorial foi um tanto inconstante. Começando pelo fato que foi o primeiro a defender políticos perseguidos que estavam procurando asilo nas embaixadas. Segundo o Jornal do Brasil (em 16 de agosto de 1977), quando o processo de reabertura democrática era debatido, La Rocque manifestou apoio à abertura sob comando de Ernesto Geisel colocando que: “um homem forte como o presidente Geisel, desde que conte com o apoio dos políticos, poderá formular um projeto de reformas constitucional que concilie direitos individuais e segurança do Estado”. Ao mesmo tempo defendia (não era o único a fazê-lo, mas acompanhado de outros parlamentares da Aliança Renovadora Nacional) que fosse reservado ao Presidente da República e ao regime poderes extraordinários, com a pretensão de assegurar o pleno direito a defesa dos cidadãos; tais poderes extraordinários incluíam a possibilidade de cassar mandatos e suspender direitos políticos. Da mesma forma, defendia que os banidos (por motivos políticos) que retornassem ao país poderiam ter suas penas diminuídas contando o tempo que tivessem passado no exterior enquanto também defendia que a (segundo o mesmo Jornal do Brasil, este da edição de 23 de janeiro de 1979) concessão de anistia a presos políticos deveria ser feita de forma restrita. 

## Homenagens
Em sua homenagem, a partir de 1997, o município de Mucuíba, localizado ao sul do Estado do Maranhão, passa a se chamar Senador La Rocque.
O fórum de justiça da cidade de Imperatriz, no estado do Maranhão, é denominado Fórum Ministro Henrique de La Rocque.
O palácio do governo do estado do maranhão no governo de Edison Lobão passou a se chamar Palácio Henrique de La Rocque.

## Cronologia
- 8 de agosto de 1912 – Nasce em São Luís, Maranhão, filho de Marcelino Gomes de Almeida Júnior (1881–1953) e Marieta de La Rocque Almeida (1887–1920), neto de Henrique de La Rocque Júnior, engenheiro responsável pela construção do Mercado do Ver‑o‑Peso, em Belém.
- Década de 1920–30 – Conclui o ensino primário na Escola Modelo de São Luís e o ensino secundário no Colégio Antônio Vieira dos Jesuítas.
- 1930‑1934 – Inicia curso de Direito na Faculdade da Bahia e, posteriormente, forma-se pela Faculdade Nacional de Direito da Universidade do Brasil (atual UFRJ) .
- 1934 – Ingressa no Ministério da Fazenda como técnico de administração Wikipédia; atua também como jornalista, cobrindo o Supremo Tribunal Federal.
- Fevereiro de 1951–novembro de 1953 – Presidente do Instituto de Aposentadoria e Pensões dos Comerciários (IAPC) . Durante esse período, cria projeto de casa própria para funcionários públicos.
- 24 de julho a 25 de agosto de 1957 e 18 de setembro a 2 de outubro de 1957 - Assume cadeiras como suplente de deputado federal pelo Distrito Federal, eleito pelo PSP, iniciando carreira parlamentar.[3]
- 2 de fevereiro de 1959–1962 – Deputado federal constituído pelo Maranhão (PSP), exerce cargos na Mesa Diretora (2º secretário 1963‑66; 1º secretário 1967‑69) e participa de comissões da Câmara.[3]
- Outubro de 1958 – Reeleito deputado federal (PSP).[3]
- 1962 – Reeleito deputado federal (PSP).[3]
- 1965 – Após o Ato Institucional nº 2, filia-se à ARENA, defendendo a abertura política sob Geisel e poderes presidenciais ampliados para controle político restritivo .
- 1º de fevereiro de 1967–1974 – Reelege-se para mais dois mandatos como deputado federal (ARENA), participa de comissões (Redação, Legislação Social, etc.) e exerce primeiro-secretariado
- 3 de outubro - 15 de novembro de 1974 – Eleito senador da República (ARENA-MA) em eleição indireta.
- 1975–1976 – Vice-presidente da Comissão de Educação e Cultura no Senado
- 1977 – Apoia abertura política gradual com poderes garantidos ao presidente .
- 1975–1982 – Exerce mandato de senador até renunciar em 26 de agosto de 1980 para integrar o Tribunal de Contas da União
- 27 de agosto de 1980 – Nomeado ministro do TCU por João Figueiredo; assume em 19 de julho de 1982.[4]
- 1981 – Atua como relator de contas públicas no TCU.
- 16 de agosto de 1982 – Falece no Rio de Janeiro; sepultado no Cemitério São João Batista.

## Condecorações Recebidas
- Grande Oficial da Ordem do Congresso Nacional;
- Medalha Comemorativa do Sesquicentenário da Instalação dos Trabalhos do Senado Federal;
- Ordem do Mérito Judiciário Militar, no Grau de Grã-Cruz, do Superior Tribunal Militar;
- Comendador da Ordem do Mérito Militar;
- Comendador da Ordem do Mérito da Marinha e da Aeronáutica;
- Grande Oficial da Ordem do Mérito Judiciário do Trabalho;
- Grande Oficial da Ordem do Mérito de Brasília;
- Medalha Cidade de São Luís, conferida pelo Governador do Estado do Maranhão;
- Medalha Cívica e Cultural Diogo Antônio Feijó, Regente Feijó, na Classe Ouro, do Instituto Nacional de Heráldica e Genealogia;
- Membro da Associação Brasileira de Criminologia;
- Titular da Academia Brasileira de Previdência e Assistência Social;
- Membro Honorário da Ordem dos Auditores Independentes do Brasil; Ordem Mérito Legionário, concedida pela LBA;
- Grande Oficial da Ordem do Rio Branco, em 1981.